# José Colomo (ranchería)
Ranchería José colomo es una localidad del estado mexicano de Tabasco, localizada en el municipio de Macuspana.
Se encuentra localizada en las coordenadas 17°54′33″N 92°27′15″O / 17.90917, -92.45417,

## Etimología
El nombre de la ciudad, Se debe al líder local José colomo

## Población
La población la conforma tanto gente proveniente de otras entidades, como del estado 

## Geografía
El relieve de esta zona está constituido por zonas pantanosas y planas que no rebasan los 15 m s. n. m., a diferencia de la ciudad de Macuspana.

## Infraestructura
La comunidad es rural
Cuenta con escuelas y centro de salud

### Servicios Públicos
La ciudad cuenta con algunos servicios públicos como son: agua potable y electricidad

### Servicios privados
Cuenta con servicio de televisión por cable.

## Economía
La economía de José colomo se basa principalmente en la agricultura y ganadería

## Vías de comunicación
La comunidad se encuentra a 25 km de la ciudad de Macuspana y a 66 km de la capital del estado.